# الصفيصف (ونانة)
الصفيصف هو دُوَّار يقع بجماعة ونانة، إقليم وزان، جهة طنجة تطوان الحسيمة في المملكة المغربية. ينتمي الدوّار لمشيخة ونانة التي تضم 14 دوار. يقدر عدد سكانه بـ 362 نسمة حسب الإحصاء الرسمي للسكان والسكنى لسنة 2004.

## روابط خارجية
- البوابة الوطنية للجماعات الترابية
- المندوبية السامية للتخطيط